# Нешава
Нешава (пол. Nieszawa) — город в Польше, входит в Куявско-Поморское воеводство, Александрувский повят. Имеет статус городской гмины. Занимает площадь 9,85 км². Население — 2047 человек (на 2004 год).
Здесь родился известный польский архитектор и график, профессор Станислав Ноаковский (1867—1928).